# ČSD-Baureihe T 458.1
Die Lokomotiven der ČSD-Baureihe T 458.1 (ab 1988: 721) sind dieselelektrische Lokomotiven der einstigen Tschechoslowakischen Staatsbahnen ČSD. Sie entstand als Weiterentwicklung der bewährten und in großer Stückzahl gefertigten T 435.0.

## Geschichte
Die Maschinen wurde von 1962 bis 1970 bei ČKD Praha als eine schnellere Variante der T 435 gefertigt. Sie hatten denselben Dieselmotor und auch der Grundaufbau der Maschinen war derselbe geblieben. Äußerlich waren die Lokomotiven bis auf die Farbe nicht voneinander zu unterscheiden. Lediglich einige Maße wichen geringfügig ab. Der Hauptunterschied beider Maschinen waren die Fahrmotorübersetzung von 77:14 bei den T 458.1, was ihnen eine Geschwindigkeit von 80 km/h ermöglichte und die Vergrößerung des Kraftstoffvorrates auf 4000 l. Das brachte den Lokomotiven dann vom Betriebsdienst den Spitznamen „Velký Hektor“ (der große Hektor) ein.

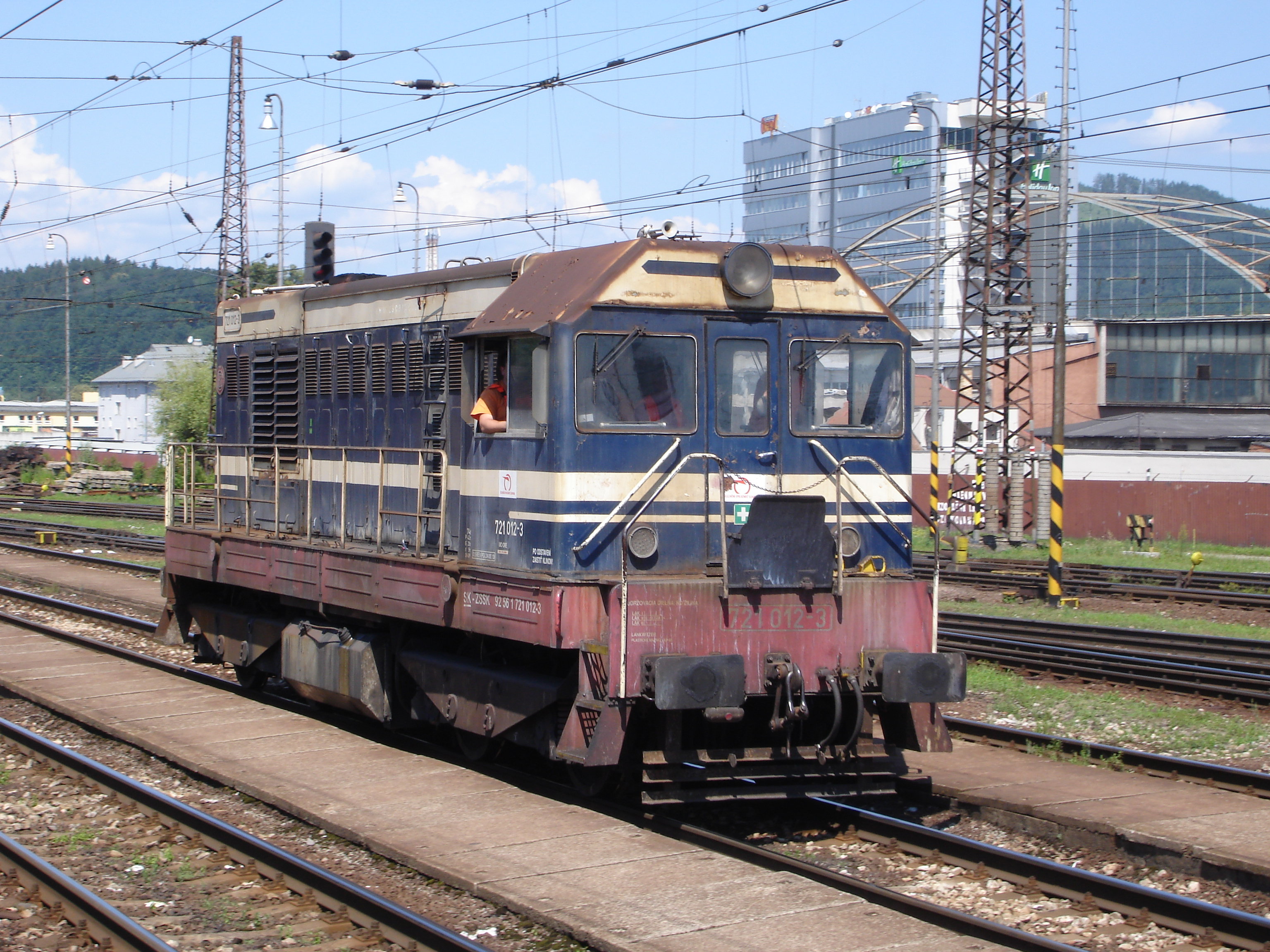
721 012 als Rangierlokomotive in Žilina (2013)

Lokomotiven dieses Typs lieferte ČKD auch nach Indien, Irak, Albanien, in die damalige UdSSR und an tschechoslowakische Industriebetriebe.
1988 erhielten sie die EDV-Baureihenbezeichnung 721. Später übernahmen dann die Lokomotiven der Reihe T 669 und die moderneren T 466.2 (heute 742) ihre Dienste.
Nach 2000 endete der planmäßiger Einsatz bei den ČD, während sie bei den ZSSK auch im Jahr 2017 noch zum Betriebsbestand zählen. In Tschechien bleiben die 721 033, 190 und 222, in der Slowakei die T 458.1141 als betriebsfähige Museumslokomotiven erhalten. Einige Maschinen gelangten nach ihrer Ausmusterung in Besitz von Privatgesellschaften und übernehmen dort anfallende Überführungsfahrten.

## Technische Merkmale
Die Lokomotiven wurden mit einer Vielfachsteuerung ausgeführt. Gesteuert wurde die Lokomotive von dem bei Fahrt mit dem Vorbau voraus rechts liegenden Hauptführerpult aus. Vom diagonal gegenüber liegenden Hilfsführerpult ließen sich nur der Fahrschalter und die Zusatzbremse bedienen.

## Einsatz
Das Einsatzgebiet der Lokomotiven war hauptsächlich die Beförderung von Übergabegüterzügen und der Verschub auf den Haupttrassen. So waren sie zum Beispiel auf den Bahnhöfen in Praha, Kolín, Česká Třebová in großer Stückzahl vertreten.